# Pico (fromage)
Le Pico, ou queijo do Pico en portugais, est un fromage portugais originaire de l'île de Pico dans les Açores. Il s'agit d'un fromage à pâte molle au lait de vache cru. Il bénéficie d'une appellation d'origine protégée depuis 1998.

## Description
Le pico se présente sous forme de cylindres plats de 16 cm de diamètre, de 2 cm ou 3 cm de hauteur et pesant entre 650 g et 800 g.
Sa pâte est molle et pâteuse, de couleur blanc jaunâtre. Elle a un texture irrégulière et présente des yeux. Son goût est fort et salé. Le fromage est couvert d'une croûte jaune.
Le pico a une teneur en matière grasse de 45 % à 50 % sur extrait sec, et l'extrait sec représente d'environ 55 %. Son pH est autour de 5.2.

## Fabrication
Le pico est fabriqué à partir de vaches élevées sur l'île de Pico, dans les Açores. Le lait cru est filtré, amené à une température de 27 °C puis caillé par ajout de présure animale. Le caillé est ensuite découpé, puis moulé et pressé à la main. Les faces du fromages sont alors frottées au sel, et les fromages sont affinés. L'affinage des picos dure entre 17 et 30 jours durant lesquels ils sont retournés deux fois par jour.

## Histoire
La fabrication du pico est attestée par des sources écrites datant de 1867 et 1877. Ce fromage est protégé à l'échelle européenne par un appellation d'origine protégée dès 1998.